# Фредериксберг (станция метро)
Станция Фредериксберг (дат. Frederiksberg, сокращено Fb) — подземная станция Копенгагенского метрополитена. Расположена в городе Фредериксберг, предместье Копенгагена, Дания.

## История
Железнодорожная станция Фредериксберг открыта 17 октября 1864 года, как промежуточная станция на маршруте Копенгаген — Роскилле. В 1879 году была открыта ветка к Фредерикссунну, и присоединена к Фредериксбергу. Таким образом, станция Фредериксберг являлась крупным железнодорожным узлом, соединяющим четыре направления. Через Фредериксбург шли как грузовые, так и пассажирские перевозки.
Когда в 1911 году был перенесён Центральный вокзал Копенгагена (дат. Københavns Hovedbanegård или København H), новая магистраль стала проходить в обход станции Фредериксберга. Так при сохранение объёма грузоперевозок, были практически прекращены перевозки пассажиров. Так как это вызвало ряд протестов от жителей муниципалитета, пассажирооборот был восстановлен только спустя пару лет, в 1914 году.

### S-поезда
С открытие в 1930 году кольцевой линии транзит грузов через станцию был существенно снижен. В 1934 году с электрификацией линии было обновлено пассажирское направление. Станция Фредериксберг стала конечной станцией на первой линии S-поезда, для чего были построены новая платформа и новое здание вокзала. В таком виде станция просуществовала до 1990-х, когда ветку Фредериксберг — Ванлёзе было решено использовать при строительстве метрополитена.

Карта метро Копенгагена, включающая предложенные, но ещё не построенные линии M3 и M4.

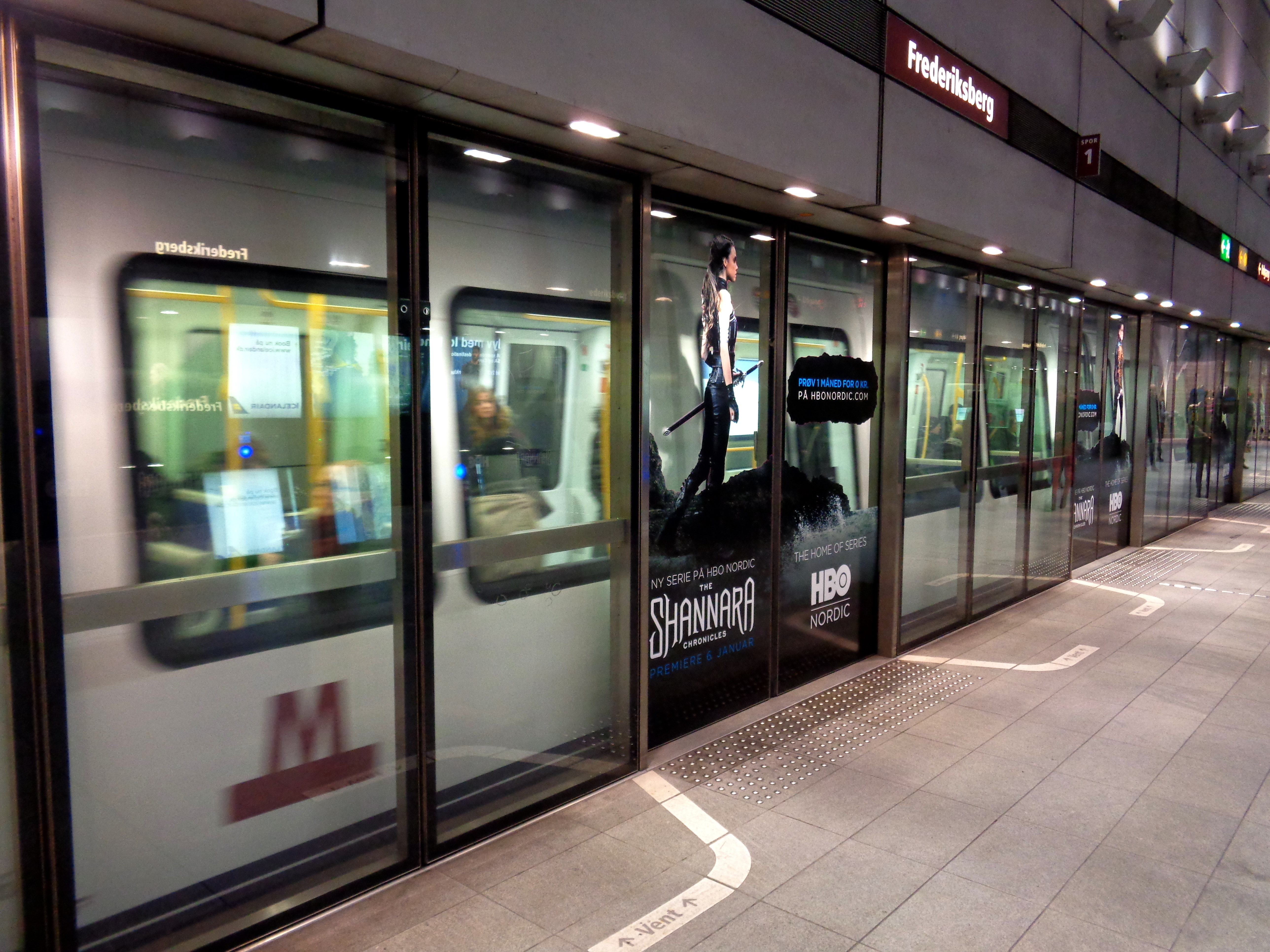
Станция Фредериксберг

В 1995 году здание вокзала 1934 года было разрушено, на его месте было решено строить торговый центр. Платформа S-поездов была перенесена западнее, а 20 июня 1998 года движение по ней было прекращено совсем.

### Станция метро
19 октября 2002 года был открыт метрополитен на участке между Нёррепортом (дат. Nørreport) и Вестамагером (дат. Vestamager), с юго-восточным ответвлением к станции Лерграуспаркен (дат. Lergravsparken). Затем начался этап строительства линии между станциями Нёррепорт и Ванлёсе, которая планировалась как важный пункт пересадки на поезда пригородных линий С и Н, и кольцевой линии F. И 29 мая 2003 года была открыта подземная станция Копенгагенского метрополитена Фредериксберг (Frederiksberg). Что примечательно, линия на участке Нёррепорт — Ванлёсе до станции Фредериксберг является подземной (тоннельной), а участок до Ванлёсе надземным.
Станция Фредериксберг принадлежит линиям M1 и M2. После того, как в 2018 году будет закончена кольцевая линия (дат. Cityringen), через станцию Фредериксберг так же будет проходить линия M3. Таким образом, будет предусмотрена пересадка с новой линии на уже существующие.

## Особенности
Фредериксберг является подземной станцией мелкого заложения (всего на 2010 год из девяти подземных станций три станции мелкого заложения и шесть глубокого). Станция была построена открытым способом с разработкой грунта экскаваторами. Конструкция станции представляет собой железобетонный короб длиной 60 м и шириной 20 м, с плоской крышей, оснащенной световыми фонарями, что обеспечивает дневное освещение в светлое время суток (в тёмное время — дополняется искусственным освещением).
Станция имеет одну платформу островного типа, доступ к которой осуществляется при помощи лестниц эскалаторов прямо с улицы (в Копенгагенском метрополитене так же предусмотрены лифты для пассажиров-инвалидов на колясках). На станции установлены платформенные раздвижные двери.